# Наратово
Нара́тово (рос. Наратово, башк. Нарат) — присілок у складі Калтасинського району Башкортостану, Росія. Входить до складу Большекачаковської сільської ради.
Населення — 34 особи (2010; 59 у 2002).
Національний склад:
- татари — 66 %
- башкири — 32 %